# Miriam Seegar
Miriam Seegar (Greentown, 1º settembre 1907 – Pasadena, 2 gennaio 2011) è stata un'attrice statunitense, attiva nell'epoca del cinema muto.

## Primi anni
Nata a Greentown, in Indiana, da Frank Seegar e Carrie Wall, entrambi insegnanti, era la quarta di cinque figlie. Suo padre successivamente aprì un negozio di ferramenta, ma morì quando Miriam aveva 14 anni. Le sue sorelle erano Helen Seegar Stone (1895-1976), un'educatrice; Dorothy Seegar (1897-1999), attrice e cantante; Mildred (1905-1913), e Sara Seegar (1914-1990), attrice anche lei.
Miriam Seegar debuttò nel 1928 nel film The Price of Devorce, dove compariva insieme a Frances Day e Rex Maurice. Il film non uscì mai nelle sale, ma venne adattato al sonoro e uscì due anni dopo col titolo Such Is the Law. Lo stesso anno ebbe un ruolo da protagonista nel film The Valley of Ghosts. Girò quattro film nel 1929 e sei film nel 1930; tra il 1931 e il 1932 girò sei film, tutti B-movies.

## Vita personale
Miriam si ritirò dalle scene nel 1933, sposando successivamente il regista Tim Whelan, dal quale ebbe due figli. Lavorò poi come decoratrice di interni. Suo marito morì nel 1957, e diversi decenni dopo, entrambi i figli morirono nel giro di nove mesi. Tim Whelan Jr. morì di cancro nel 1997, mentre Michael, affetto da sindrome di Down, morì nel 1998. Miriam Seegar aveva due nipoti e quattro bisnipoti quando morì nel 2011.

## Gli ultimi anni
Nel 1953 Miriam cominciò a lavorare come decoratrice di interni, prima con Harriet Shellenberger e poi in proprio. Lavorò fino al 1995. Nel 2000, all'età di 93 anni, Miriam è apparsa nel documentario I used to be in pictures, che conteneva commenti di molti dei suoi contemporanei. Poi fece una serie di apparizioni ai festival dei film, che culminarono in un premio per il suo lavoro sulle scene ricevuto al Memphis Film Festival all'età di 95 anni. Per il suo 102º compleanno, è partita da Southampton per New York sulla Queen Elizabeth e ha affrontato anche il viaggio di ritorno. Secondo sua nuora, Harriet Whelan, Miriam è morta il 2 gennaio del 2011, all'età di 103 anni. Non venne comunicata nessuna causa di morte specifica, sebbene la Whelan affermò che Miriam Seegar era molto fragile e che era morta per "cause relative all'età".

## Filmografia parziale
- The Price of Divorce, regia di Sinclair Hill (1928)
- Le sette chiavi (Seven Keys to Baldpate), regia di Reginald Barker (1929)
- L'ultimo poker (Big Money), regia di Russell Mack (1930)
- Clancy in Wall Street, regia di Ted Wilde (1930)
- What a Man, regia di George J. Crone (1930)
- Madame Julie (The Woman Between), regia di Victor Schertzinger (1931)
- Out of Singapore, regia di Charles Hutchison (1932)